# Radio Globo (Honduras)
Radio Globo es una estació de ràdio que opera a Tegucigalpa (Hondures). És reconeguda per la seva oposició al Cop d'estat a Hondures de 2009 en aquest país centreamericà. El seu propietari és l'empresari Alejandro Villatoro.
Actualment és dirigida per David Romero Ellner, qui també és el director de Globo TV, el canal de televisió germà de Radio Globo.

## Història
El 25 de setembre de 2009, David Romero va afirmar que els jueus són un problema a Hondures i va recolzar Hitler i l'holocaust. L'Associació de Descendents de Jueus Sefardites a Hondures va emetre una declaració pública contra Romero Ellner.
El 28 de setembre de 2009, Radio Globo simultàniament amb Canal 36, un altre mitjà de comunicació afí al president enderrocat Manuel Zelaya va ser treta de les ones pel governo de facto d'Hondures, emparat en un decret que autoritza a “impedir l'emissió per qualsevol mitjà parlat, escrit o televisat de manifestacions que atemptin contra la pau i l'ordre públic”, o que “atemptin contra la dignitat humana dels funcionaris públics o les decisions governamentals” i que suspenia alguns articles de la Constitució del país.
El 19 d'octubre de 2009 l'estació de ràdio va retornar a les seves transmissions. Fou guardonada amb un dels Premis Ondas 2009 com la millor estació de ràdio Iberoamericana gràcies a la seva incansable lluita en contra de la censura imposada pel govern de facto en 2009.
El director David Romero Ellner va ser empresonat acusat de difamació el març de 2009 per denunciar actes de corrupció contra el govern del president Juan Orlando Hernández i es troba en el Segon batalló d'Infanteria en Tamara.